# Wilhelmine Holmboe-Schenström
Wilhelmine Holmboe-Schenström, känd som L'Hombino, född Sara Vilhelmine Holmboe 15 juni 1842 i Ålesund, död 18 november 1938 i Oslo, var en norsk operasångerska (mezzosopran).

## Biografi
Wilhelmine Holmboe-Schenström studerade till mezzosopran hos Pauline García-Viardot i Paris. Åren 1877 till 1884 var hon verksam vid Stockholmsoperan, fast med gästframträdanden vid Christiania Theater och i Belgien, Frankrike och Italien. På 1880-talet arbetade hon delar av året som sångpedagog i London. L'Hombino brukar räknas till Norges första verkligt stora internationellt kända kvinnliga operasångare, vid sidan av Gina Oselio och Karen Holmsen.
År 1914 utgav hon noter till dikten Jeg har sögt av Magdalene Thoresen. Nothäftet innehåller även J.H. Macnairs engelska översättning av dikten med originaltiteln Life's Secret. 